# ネクストスター佐賀
ネクストスター佐賀（ネクストスターさが）は佐賀県競馬組合が佐賀競馬場ダート1400mで施行する地方競馬の重賞競走である。正式名称は「SAGA久光スプリングス杯 ネクストスター佐賀」。

## 概要
全日本的なダート競走の体系整備の一環で、2024年より2・3歳ダート短距離路線の頂点に位置づけられる兵庫チャンピオンシップに向けた競走の整備が行われ、その中で各主催者・地区において「ネクストスター」を冠する高額賞金の重賞級認定競走が新設された。そのうち本競走は佐賀競馬場において佐賀所属2歳馬により行われる競走として創設されたものである。
2023年の第1回は10月1日に施行されたが、2024年の第2回はこの年佐賀での開催となったJBC当日の11月4日に行われる。
なお、第1回から未来優駿シリーズに組み込まれている。

### 条件・賞金等（2024年）
出走条件
サラブレッド系2歳オープン、佐賀所属
- 九州ジュニアチャンピオンで2着以上の馬に優先出走権がある。

負担重量
定量（55kg、牝馬1kg減）
賞金額
1着1000万円、2着350万円、3着200万円、4着150万円、5着100万円、着外20万円。
副賞
SAGA久光スプリングス賞、JBC協会賞、地方競馬全国協会理事長賞、日本地方競馬馬主振興協会会長賞、佐賀県馬主会会長賞、佐賀県競馬組合管理者賞。

### 高知・佐賀スタリオンシリーズ
第1回より高知・佐賀スタリオンシリーズに指定されている。対象種牡馬は以下の通り。
- 2023年 - モーニン
- 2024年 - イスラボニータ

## 歴代優勝馬
| 回数  | 施行日        | 距離  | 優勝馬         | 性齢 | 所属 | 勝時計 | 優勝騎手 | 管理調教師 | 馬主       |
| ----- | ------------- | ----- | -------------- | ---- | ---- | ------ | -------- | ---------- | ---------- |
| 第1回 | 2023年10月1日 | 1400m | ウルトラノホシ | 牡2  | 佐賀 | 1:30.0 | 石川倭   | 真島元徳   | 中野香代子 |
| 第2回 | 2024年11月4日 | 1400m | ミトノドリーム | 牝2  | 佐賀 | 1:31.3 | 石川慎将 | 平山宏秀   | 彌登章     |

### 各回競走結果の出典
- ネクストスター佐賀　歴代優勝馬- 地方競馬全国協会
- JBISサーチ
  - 2023年、2024年